# لی فدرستون
لی فدرستون (انگلیسی: Lee Featherstone؛ زادهٔ ۲۰ ژوئیهٔ ۱۹۸۳) بازیکن فوتبال اهل بریتانیا است.
از باشگاه‌هایی که در آن بازی کرده‌است می‌توان به باشگاه فوتبال اسکانتورپ یونایتد، باشگاه فوتبال شفیلد یونایتد، باشگاه فوتبال ماتلوک تاون، باشگاه فوتبال آلفرتون تاون، و باشگاه فوتبال هروگیت تاون اشاره کرد.